# Serie C 2017/2018
Soutěžní ročník Serie C 2017/18 byl 4. ročník třetí nejvyšší italské fotbalové ligy. Soutěž začala 26. srpna 2017 a skončila 6. května 2018. Poprvé od sezony 1977/78 se soutěž jmenuje původním názvem Serie C. Účastnilo se jí celkem 57 týmů rozdělené do tří skupin po 19 klubech. Z každé skupiny postoupil vítěz přímo do druhé ligy. Čtvrtý klub postoupil přes play off.

## Skupina A
| Poř. | Tým                             | Z  | V  | R  | P  | VG | OG | B  |
| ---- | ------------------------------- | -- | -- | -- | -- | -- | -- | -- |
| 1.   | AS Livorno Calcio               | 36 | 20 | 8  | 8  | 64 | 38 | 68 |
| 2.   | Robur Siena                     | 36 | 20 | 7  | 9  | 41 | 30 | 67 |
| 3.   | AC Pisa 1909                    | 36 | 16 | 13 | 7  | 44 | 30 | 61 |
| 4.   | SS Monza 1912                   | 36 | 16 | 10 | 10 | 40 | 26 | 58 |
| 5.   | AS Viterbese Castrense          | 36 | 16 | 10 | 10 | 46 | 35 | 58 |
| 6.   | US Alessandria Calcio 1912      | 36 | 14 | 14 | 8  | 54 | 37 | 56 |
| 7.   | Carrarese Calcio 1908           | 36 | 15 | 10 | 11 | 57 | 47 | 55 |
| 8.   | Piacenza Calcio 1919 2          | 36 | 14 | 10 | 12 | 43 | 41 | 50 |
| 9.   | AS Giana Erminio                | 36 | 11 | 13 | 12 | 59 | 56 | 46 |
| 10.  | US Pistoiese 1921               | 36 | 10 | 16 | 10 | 44 | 47 | 46 |
| 11.  | US Città di Pontedera           | 36 | 12 | 10 | 14 | 38 | 49 | 46 |
| 12.  | AS Lucchese Libertas 1905       | 36 | 10 | 14 | 12 | 35 | 42 | 44 |
| 13.  | Olbia Calcio 1905               | 36 | 12 | 7  | 17 | 39 | 52 | 43 |
| 14.  | AS Pro Piacenza 1919 2          | 36 | 11 | 8  | 17 | 38 | 43 | 39 |
| 15.  | Arzachena Costa Smeralda Calcio | 36 | 10 | 9  | 17 | 49 | 53 | 39 |
| 16.  | US Arezzo 1                     | 36 | 14 | 10 | 12 | 39 | 35 | 39 |
| 17.  | USD Follonica Gavorrano 2       | 36 | 9  | 9  | 18 | 35 | 51 | 34 |
| 18.  | AC Cuneo 1905                   | 36 | 7  | 11 | 18 | 24 | 47 | 32 |
| 19.  | AC Prato                        | 36 | 5  | 11 | 20 | 32 | 62 | 26 |

Poznámky
- Z = Odehrané zápasy; V = Vítězství; R = Remízy; P = Prohry; VG = Vstřelené góly; OG = Obdržené góly; B = Body
- za výhru 3 body, za remízu 1 bod, za prohru 0 bodů.
- 1  US Arezzo bylo odečteno 13 bodů.
- 2  Piacenza Calcio 1919, AS Pro Piacenza 1919 a USD Follonica Gavorrano byly odečteny 2 body.

|  | Přímý postup do Serie B 2018/19 |
|  | Play off                        |
|  | Play out                        |
|  | Přímý sestup do Serie D 2018/19 |

### Play out
Boj o udržení v Serii C.
AC Cuneo 1905 – USD Follonica Gavorrano 1:0, 0:0
Sestup do Serie D 2018/19 měl klub USD Follonica Gavorrano.

## Skupina B
| Poř. | Tým                            | Z  | V  | R  | P  | VG | OG | B  |
| ---- | ------------------------------ | -- | -- | -- | -- | -- | -- | -- |
| 1.   | Calcio Padova                  | 36 | 17 | 12 | 5  | 44 | 27 | 63 |
| 2.   | FC Südtirol                    | 36 | 15 | 10 | 9  | 37 | 28 | 55 |
| 3.   | SS Sambenedettese              | 36 | 14 | 11 | 9  | 38 | 31 | 53 |
| 4.   | AC Reggiana 1919               | 36 | 14 | 11 | 9  | 41 | 35 | 53 |
| 5.   | UC AlbinoLeffe                 | 36 | 13 | 10 | 11 | 36 | 31 | 49 |
| 6.   | Feralpisalò                    | 36 | 13 | 10 | 11 | 47 | 43 | 49 |
| 7.   | AC Renate                      | 36 | 12 | 12 | 10 | 34 | 31 | 48 |
| 8.   | Bassano Virtus 55 Soccer Team  | 36 | 13 | 9  | 12 | 38 | 30 | 48 |
| 9.   | Pordenone Calcio               | 36 | 11 | 13 | 10 | 46 | 44 | 46 |
| 10.  | AC Mestre 3                    | 36 | 12 | 10 | 12 | 40 | 36 | 44 |
| 11.  | US Triestina Calcio 1918       | 36 | 9  | 16 | 9  | 42 | 36 | 43 |
| 12.  | Ravenna FC 1913                | 36 | 12 | 7  | 15 | 31 | 38 | 43 |
| 13.  | Alma Juventus Fano 1906        | 36 | 9  | 11 | 14 | 25 | 31 | 38 |
| 14.  | Montegranaro Calcio Fermana FC | 36 | 8  | 14 | 12 | 27 | 36 | 38 |
| 15.  | AS Gubbio 1910                 | 36 | 9  | 9  | 16 | 34 | 46 | 36 |
| 16.  | SS Teramo Calcio               | 36 | 6  | 11 | 17 | 33 | 42 | 35 |
| 17.  | Santarcangelo Calcio 2         | 36 | 9  | 11 | 14 | 34 | 52 | 35 |
| 18.  | Vicenza Calcio 2               | 36 | 8  | 11 | 15 | 29 | 39 | 32 |
| 19.  | Modena FC 1                    | -  | -  | -  | -  | -  | -  | -  |

Poznámky
- Z = Odehrané zápasy; V = Vítězství; R = Remízy; P = Prohry; VG = Vstřelené góly; OG = Obdržené góly; B = Body
- za výhru 3 body, za remízu 1 bod, za prohru 0 bodů.
- 1  klub Modena FC byl vyloučen ze soutěže 6. listopadu 2017 kvůli bankrotu klubu.
- 2  Santarcangelo Calcio a Vicenza Calcio byly odečteny 3 body.
- 3  AC Mestre byly odečteny 2 body.

|  | Přímý postup do Serie B 2018/19 |
|  | Play off                        |
|  | Play out                        |
|  | Přímý sestup do Serie D 2018/19 |

### Play out
Boj o udržení v Serii C.
Vicenza Calcio – Santarcangelo Calcio 2:1, 1:1
Sestup do Serie D 2018/19 měl klub Santarcangelo Calcio.

## Skupina C
| Poř. | Tým                       | Z  | V  | R  | P  | VG | OG | B  |
| ---- | ------------------------- | -- | -- | -- | -- | -- | -- | -- |
| 1.   | US Lecce                  | 36 | 21 | 11 | 4  | 53 | 30 | 74 |
| 2.   | Calcio Catania            | 36 | 21 | 7  | 8  | 65 | 31 | 70 |
| 3.   | Trapani Calcio            | 36 | 19 | 11 | 6  | 60 | 35 | 68 |
| 4.   | SS Juve Stabia            | 36 | 14 | 13 | 9  | 49 | 35 | 55 |
| 5.   | Cosenza Calcio            | 36 | 14 | 12 | 10 | 41 | 35 | 54 |
| 6.   | SS Monopoli 1966          | 36 | 14 | 11 | 11 | 46 | 35 | 53 |
| 7.   | Casertana FC              | 36 | 13 | 11 | 12 | 37 | 32 | 50 |
| 8.   | Rende Calcio 1968         | 36 | 14 | 8  | 14 | 31 | 35 | 50 |
| 9.   | Virtus Francavilla Calcio | 36 | 10 | 16 | 10 | 35 | 43 | 46 |
| 10.  | Sicula Leonzio            | 36 | 11 | 13 | 12 | 37 | 37 | 46 |
| 11.  | AS Bisceglie              | 36 | 11 | 12 | 13 | 39 | 46 | 45 |
| 12.  | SS Matera Calcio 2        | 36 | 15 | 10 | 11 | 40 | 37 | 42 |
| 13.  | ASD Siracusa 3            | 36 | 14 | 10 | 12 | 37 | 29 | 42 |
| 14.  | US Catanzaro 1929         | 36 | 11 | 9  | 16 | 35 | 45 | 42 |
| 15.  | Urbs Reggina 1914         | 36 | 9  | 14 | 13 | 29 | 38 | 41 |
| 16.  | SS Fidelis Andria 1928 4  | 36 | 8  | 17 | 11 | 36 | 40 | 38 |
| 17.  | Paganese Calcio 1926      | 36 | 7  | 12 | 17 | 36 | 56 | 33 |
| 18.  | SS Racing Club Fondi      | 36 | 7  | 9  | 20 | 33 | 52 | 30 |
| 19.  | ASD Akragas 2018 1        | 36 | 3  | 6  | 27 | 18 | 66 | 0  |

Poznámky
- Z = Odehrané zápasy; V = Vítězství; R = Remízy; P = Prohry; VG = Vstřelené góly; OG = Obdržené góly; B = Body
- za výhru 3 body, za remízu 1 bod, za prohru 0 bodů.
- 1  ASD Akragas 2018 bylo odečteno 15 bodů.
- 2  SS Matera Calcio bylo odečteno 13 bodů.
- 3  ASD Siracusa bylo odečteno 10 bodů.
- 4  SS Fidelis Andria 1928 byly odečteny 3 body.

|  | Přímý postup do Serie B 2018/19 |
|  | Play off                        |
|  | Play out                        |
|  | Přímý sestup do Serie D 2018/19 |

### Play out
Boj o udržení v Serii C.
SS Racing Club Fondi – Paganese Calcio 1926 2:2, 1:2
Sestup do Serie D 2018/19 měl klub SS Racing Club Fondi.

## Play off
Boj o postupující místo do Serie B 2018/19.

### 1. předkolo
AS Viterbese Castrense – US Città di Pontedera 2:1

Carrarese Calcio 1908 – US Pistoiese 1921 5:0

Piacenza Calcio 1919 – AS Giana Erminio 4:2

UC AlbinoLeffe – AC Mestre 2:2

Feralpisalò – Pordenone Calcio 3:1

AC Renate –  Bassano Virtus 55 Soccer Team 0:2

Cosenza Calcio – Sicula Leonzio 2:1

SS Monopoli 1966 – Virtus Francavilla Calcio 0:1

Casertana FC – Rende Calcio 1968 2:1
- tučné znamená postup

### 2. předkolo
SS Monza 1912 – Piacenza Calcio 1919 0:1

AS Viterbese Castrense – Carrarese Calcio 1908 2:1

AC Reggiana 1919 – Bassano Virtus 55 Soccer Team 1:0

UC AlbinoLeffe – Feralpisalò 0:1

SS Juve Stabia – Virtus Francavilla Calcio 4:3

Cosenza Calcio – Casertana FC 1:1

### Osmifinále
AS Viterbese Castrense – AC Pisa 1909 1:0, 3:2

Feralpisalò – US Alessandria Calcio 1912 2:3, 3:1

Cosenza Calcio – Trapani Calcio 2:1, 2:0

SS Juve Stabia – AC Reggiana 1919 0:0, 1:1

Piacenza Calcio 1919 – SS Sambenedettese 2:1, 1:3

### Čtvrtfinále
AC Reggiana 1919 – Robur Siena 2:1, 1:2

AS Viterbese Castrense – FC Südtirol 2:2, 0:2

Feralpisalò – Calcio Catania 1:1, 0:2

Cosenza Calcio – SS Sambenedettese 2:1, 2:0

### Semifinále
Robur Siena – Calcio Catania 1:0, 1:2 (4:3 na pen.)

FC Südtirol – Cosenza Calcio 1:0, 0:2

### Finále
Robur Siena – Cosenza Calcio 1:3
Postup do Serie B 2018/19 vyhrál tým Cosenza Calcio.